# Зубцов
Зубцо́в — город в Тверской области России. Впервые упоминается в 1216 году. Исторический город общегосударственного значения.
Административный центр Зубцовского муниципального района, в составе которого образует муниципальное образование город Зубцов со статусом городского поселения как единственный населённый пункт в его составе.
Население — 6217 чел. (2021).

## География
Зубцов находится на юге Тверской области, расположен на Среднерусской возвышенности в устье реки Вазузы, при впадении её в Волгу. 
Расстояние до Ржева составляет 18 км, до Твери — 135 км, до МКАД — 190 км. 

## История

### Средние века
Первое упоминание в летописях — 1216 год. В этом году Зубцов, принадлежавший переяславскому князю Ярославу Всеволодовичу, был взят новгородским князем Мстиславом Мстиславичем Удалым.
В. А. Кучкин предполагает, что Зубцов был основан Всеволодом Большое Гнездо как форпост на западных рубежах Ростово-Суздальской земли. Постройкой Зубцова, как отмечал Дж. Феннел, Всеволод обозначил край Суздальской земли, отделявший собственно новгородскую территорию от совместно управляемого района Волока Ламского.
После вступления Ярослава Всеволодовича в 1238 году на владимирский великокняжеский стол Зубцов вновь вошёл в состав Владимирского великого княжества. Однако в 1246 году Ярослав Всеволодович был убит в Каракоруме; в следующем году его сыновья в соответствии с завещанием отца получили свои уделы, и Зубцов оказался в составе одного из них — Тверского княжества.
По мнению А. В. Экземплярского и А. Е. Преснякова, при этом разделе Тверь отошла к Ярославу Ярославичу, а Переславль — к Александру Ярославичу Невскому. В. А. Кучкин, анализируя летописные источники и другие данные, утверждает, что первоначальным уделом Ярослава был Переяславль, а Александра — Тверь; позднее же между братьями произошёл насильственный обмен: Александр (в 1252 году, или чуть позже) забрал себе Переяславль, а Ярославу передал Тверь. Так или иначе, в дальнейшем на тверском столе утвердились потомки Ярослава Ярославича.
В начале XIV века Зубцов был наиболее значительным городом на юго-западе Тверского княжества. В 1319 году по духовной грамоте тверского князя Михаила Ярославича (сын Ярослава Ярославича, убитый в 1318 году в Орде по приказу хана Узбека) территория Тверского княжества была поделена между его сыновьями: Тверь с прилегающими волостями была выделена старшему сыну Дмитрию, юго-западные районы (включая Зубцов, Старицу (Городок), Холм и Микулин) — Александру, южные районы (Клин с волостями) — Константину, северо-восточные районы (Кашин с волостями) — Василию. Так Зубцов стал центром удельного княжества в составе Великого княжества Тверского.
В 1339 году Александр Михайлович, занимавший в то время и тверской великокняжеский стол, был казнён в Орде. Его отчина — Зубцовское княжество — оставалась в руках его вдовы Анастасии и сыновей. Заключённое в 1360 году мирное соглашение Александровичей с великим князем тверским (в то время — Василием Михайловичем Кашинским) закрепило такое положение; причём старший из братьев — Всеволод — владел Холмом и Старицей, второй — Михаил — Микулином, а младшие братья — Владимир и Андрей — оставались вместе с матерью в Зубцове. Однако во время эпидемии чумы 1364—1365 гг. умерли и княгиня Анастасия, и трое из братьев; если у Всеволода остались наследники, то удел Владимира и Андрея, став выморочным, отошёл к Михаилу Александровичу (который к тому времени согнал Василия Михайловича с тверского стола). В результате Зубцов вновь оказался в составе тверских великокняжеских владений.
В XIV—XV вв. Зубцов был достаточно крупным городом; об этом говорят и остатки обширных укреплений, располагавшихся по обоим берегам Волги, и свидетельства договорных грамот XIV века с Литвою (в которых Зубцов по платежу торговых пошлин приравнивался к Твери и Кашину). Городище Зубцовского кремля расположено на левом берегу Волги напротив места впадения Вазузы.
В 1375 году Зубцов в ходе московско-тверской войны был взят войсками московского князя Дмитрия Ивановича, но по заключении мира возвращён Твери. В 1426 году, после смерти тверского великого князя Юрия Александровича (правнука Михаила Александровича) Зубцов вновь на некоторое время стал центром удельного княжества, будучи выделен в удел сыну умершего Ивану Александровичу. После того, как Иван Юрьевич умер — примерно в 1460 году — бездетным, Зубцов вернулся в состав тверских великокняжеских владений, а в 1485 году вместе со всем Великим княжеством Тверским был присоединён Иваном III к Москве.

### Новое и новейшее время
В Смутное время город был разорён поляками. В 1718 году Зубцов был приписан к Тверской провинции, а в 1776 году стал уездным городом наместничества. С времён постройки в начале XIX века Вышневолоцкой водной системы Зубцов превратился в важный перевалочный пункт на водном пути в Петербург. В 1780 году был учреждён городской герб Зубцова: крепостная стена (символ пограничной крепости) на красном фоне.

Дореволюционные фотографии Зубцова.
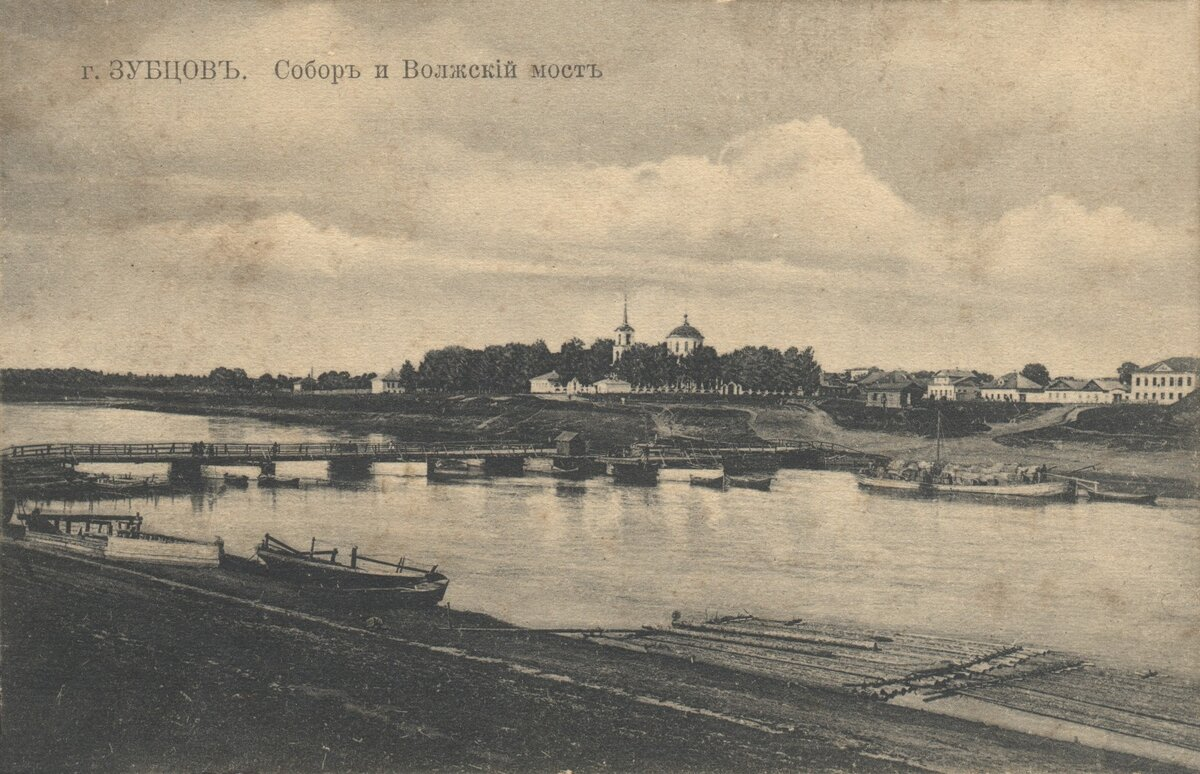
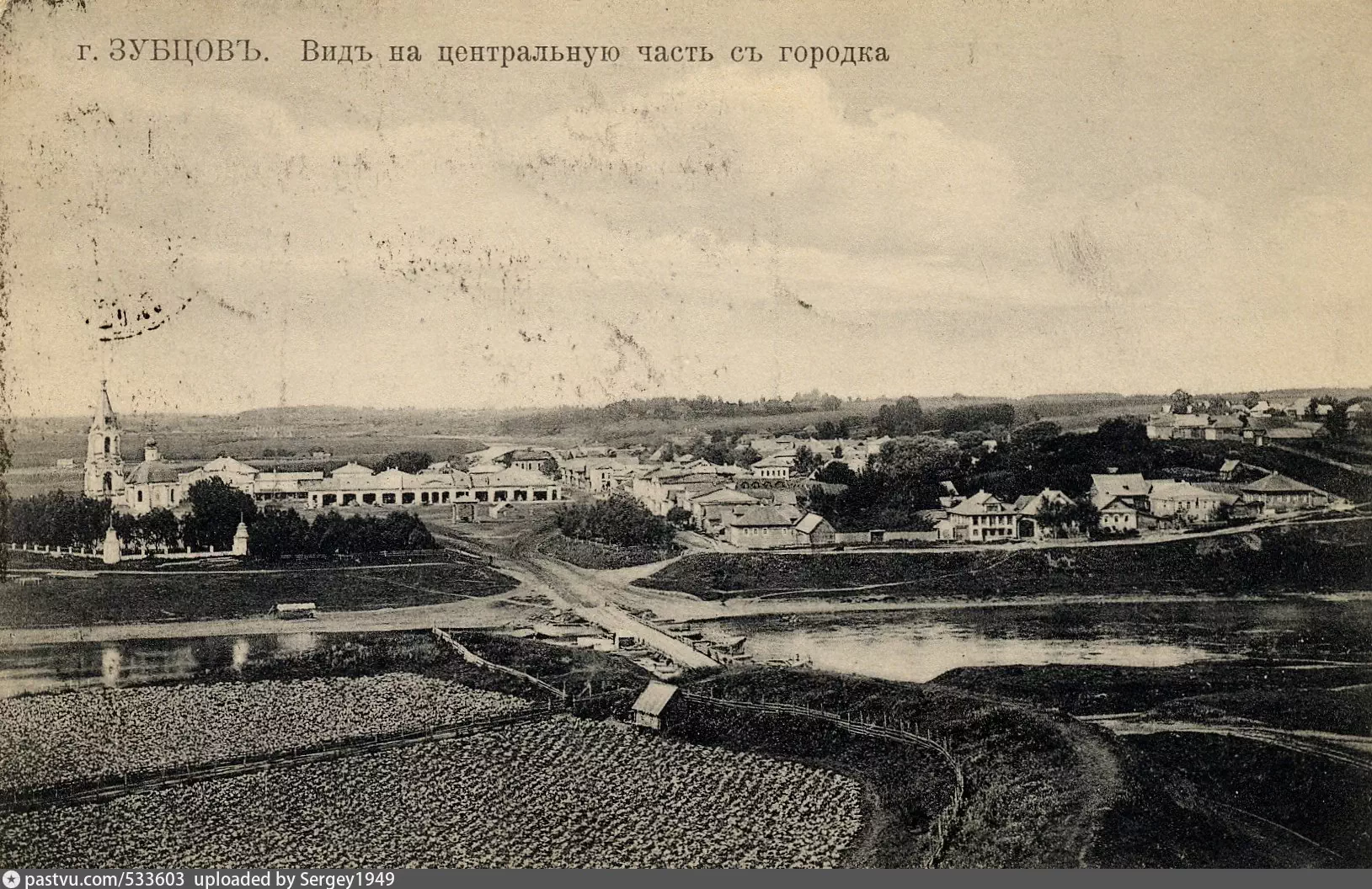
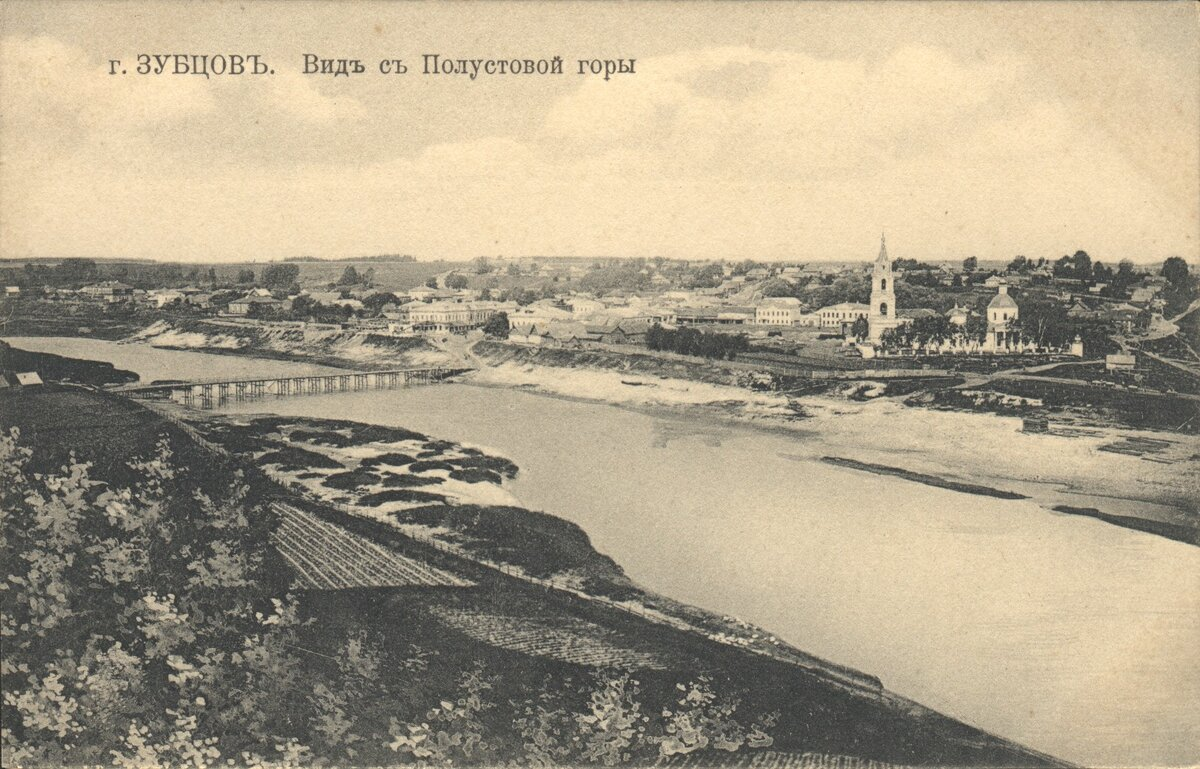
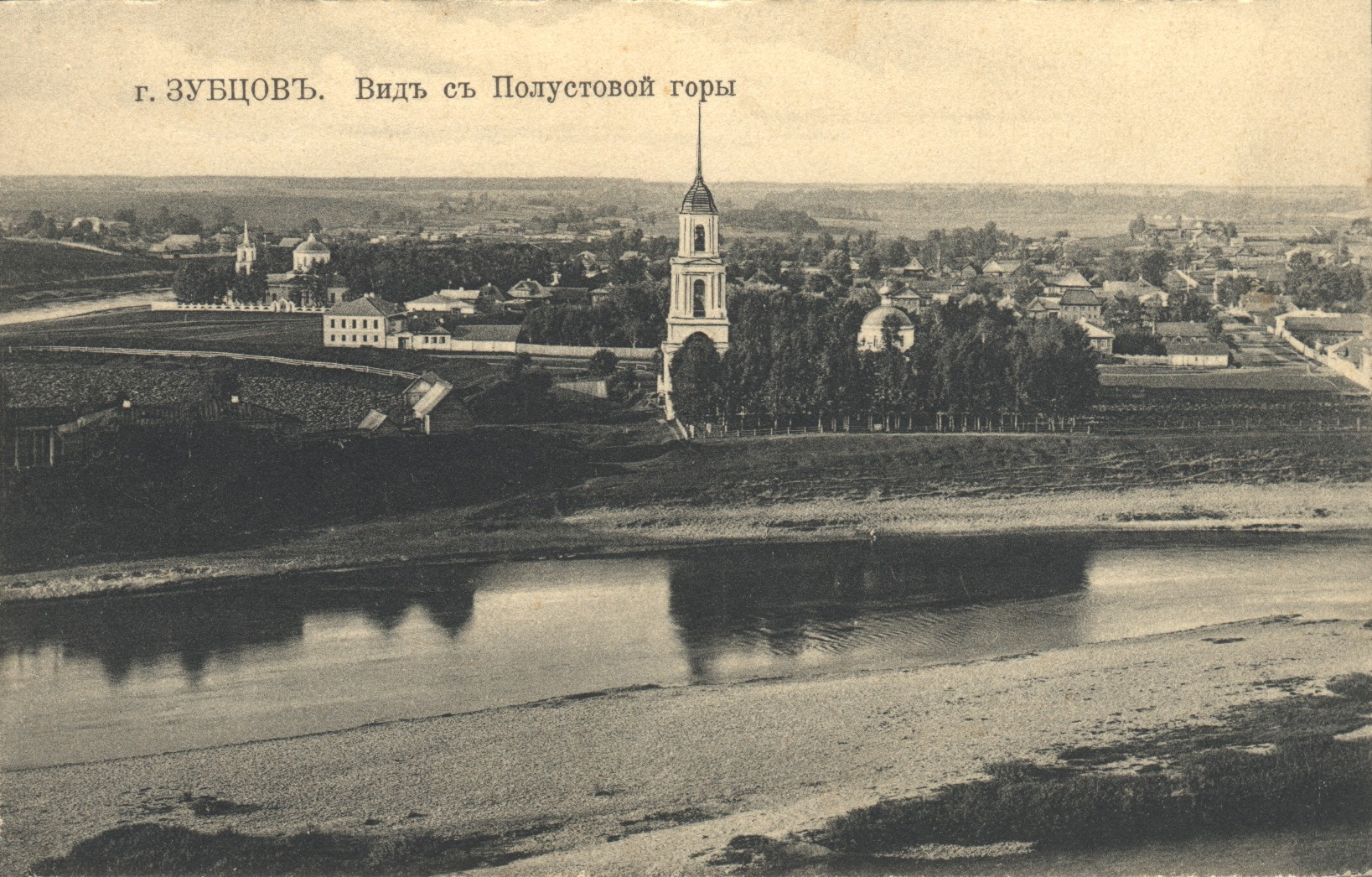

В 1856 году в уездном городе насчитывалось 5 храмов, 527 домов, 56 лавок.

До Октябрьской революции Зубцов был богатым купеческим городом на двух реках. Через город волоком проходили баржи в Тверь и Москву из Ржева. Зубцовский уезд занимал среди других уездов Тверской губернии высшее положение по уровню развития льноводства. Город славился своими ярмарками и базарами, причём ведущее место в ярмарочной торговле занимали лён, льняное семя, скот, невыделанные овчины, кожи, глиняная посуда.

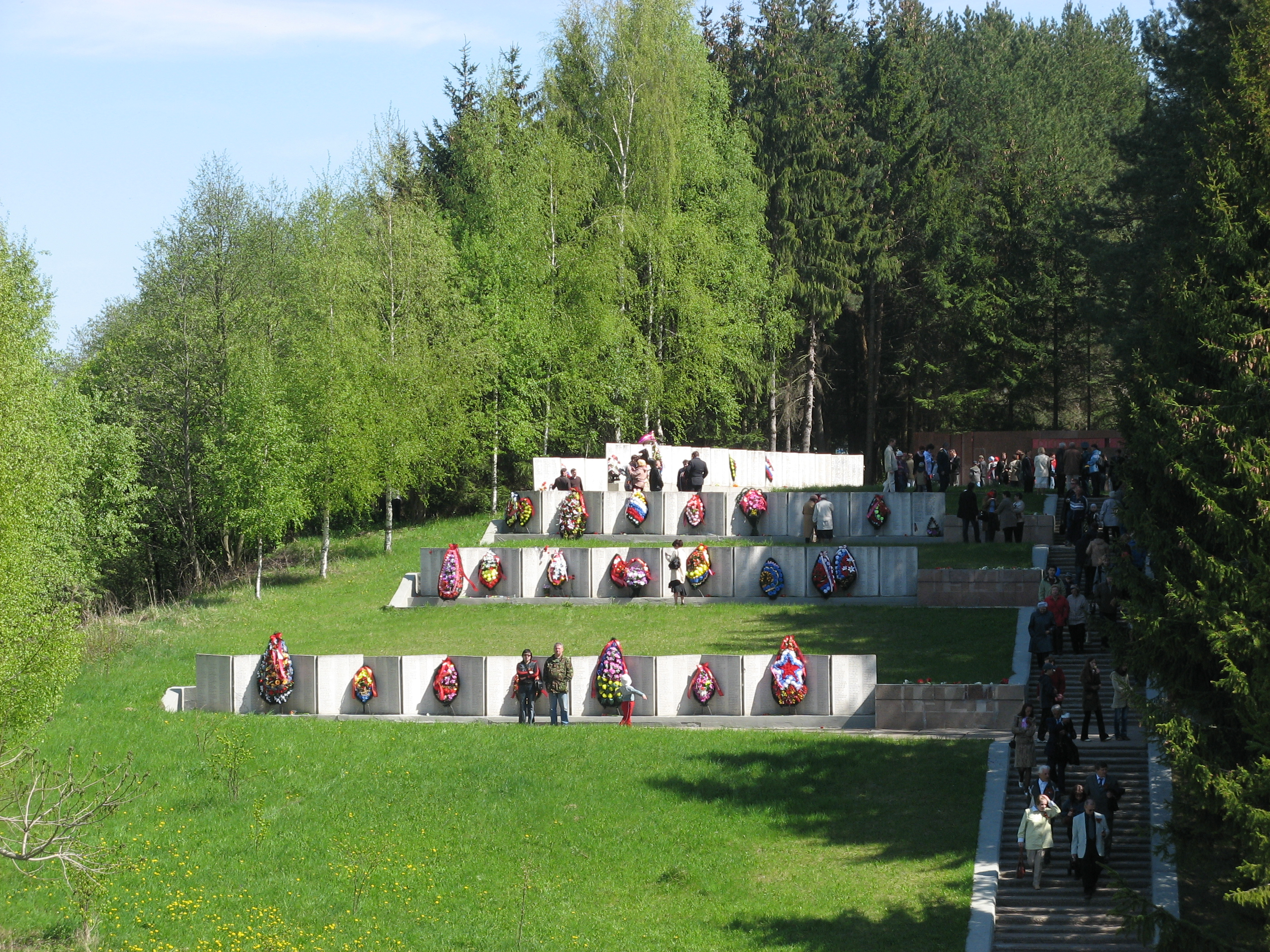
Зубцовский мемориальный комплекс

В 1890 году Зубцов насчитывал 4337 жителей.
Советская власть в Зубцове была установлена 10 (23) января 1918 года. В советское время Зубцов продолжал развиваться как центр сельскохозяйственного района преимущественно льноводческого направления.
По состоянию на 1940 год в Зубцове работали льнозавод, пуговичная фабрика, мастерская по ремонту тракторов, строился силикатно-керамический завод.
В городе было множество каменных домов и православных церквей; однако после Великой Отечественной войны, во время которой Зубцов подвергся значительным разрушениям, сохранилась лишь малая часть этих построек.
С начала Великой Отечественной войны Зубцов подвергался налетам немецкой авиации. В городе был сформирован партизанский отряд под командованием С. Н. Скорыгина.
11 октября 1941 года Зубцов был оккупирован немецко-фашистскими войсками. Освобождён он был 23 августа 1942 года силами 31-й армии Западного фронта во время Ржевско-Сычёвской операции, в ходе которой в окрестностях Зубцова проходили ожесточённые бои. На зубцовском мемориале захоронены около 15 тысяч бойцов Красной армии, павших в этих боях.
С 1963 по 1965 год Зубцовский район был упразднён, и Зубцов входил в состав Ржевского района.
В 1970-е годы построена Вазузская гидротехническая система, снабжающая Москву питьевой водой. Во время строительства гидроузла в город приехало большое количество специалистов и инженеров, для которых был отстроен новый микрорайон из пяти- и девятиэтажных домов.

## Население
| 1825  | 1833  | 1840  | 1847  | 1856  | 1859  | 1863  | 1867  | 1870  | 1885  | 1890  | 1897  | 1910  | 1917  | 1920  |
| ----- | ----- | ----- | ----- | ----- | ----- | ----- | ----- | ----- | ----- | ----- | ----- | ----- | ----- | ----- |
| 1776  | ↗2358 | ↗3036 | ↘2579 | ↗2976 | ↗3326 | ↗3524 | ↘3390 | ↘3301 | ↗4191 | ↗4337 | ↘2992 | ↗3167 | ↗3303 | ↘3281 |
| 1923  | 1926  | 1931  | 1939  | 1959  | 1970  | 1979  | 1989  | 1992  | 1996  | 1998  | 2001  | 2002  | 2003  | 2005  |
| ↘2933 | ↗3663 | ↗4900 | ↘4718 | ↘4500 | ↗4678 | ↗6398 | ↗7630 | ↗7800 | ↗8000 | ↗8100 | ↘7800 | ↘7430 | ↘7400 | ↘7300 |
| 2006  | 2007  | 2008  | 2009  | 2010  | 2011  | 2012  | 2013  | 2014  | 2015  | 2016  | 2017  | 2018  | 2019  | 2020  |
| ↘7200 | ↘7100 | ↘7000 | ↘6979 | ↘6927 | ↘6900 | ↘6804 | ↘6697 | ↘6590 | ↘6456 | ↘6380 | ↘6373 | ↘6300 | ↘6229 | ↘6155 |
| 2021  |       |       |       |       |       |       |       |       |       |       |       |       |       |       |
| ↗6217 |       |       |       |       |       |       |       |       |       |       |       |       |       |       |

На 1 января 2025 года по численности населения город находился на 1044-м месте из 1124 городов Российской Федерации.
Национальный состав
По итогам переписи населения 2020 года проживали следующие национальности (национальности менее 0,1 % и другое, см. в сноске к строке «Другие»):
| Национальность | Численность, чел. | Доля     |
| -------------- | ----------------- | -------- |
| Русские        | 5404              | 86,92 %  |
| Таджики        | 63                | 1,01 %   |
| Украинцы       | 41                | 0,66 %   |
| Узбеки         | 41                | 0,66 %   |
| Цыгане         | 34                | 0,55 %   |
| Армяне         | 19                | 0,31 %   |
| Чеченцы        | 16                | 0,26 %   |
| Белорусы       | 15                | 0,24 %   |
| Татары         | 12                | 0,19 %   |
| Другие         | 572               | 9,20 %   |
| Итого          | 6217              | 100,00 % |

## Местное самоуправление
Местное самоуправление осуществляют:
- Совет депутатов (представительный орган муниципального образования), состоит из 10 депутатов
- глава (высшее должностное лицо)
- администрация (исполнительно-распорядительный орган муниципального образования)

Совет депутатов состоит из 10 депутатов, избираемых по по одномандатным округам сроком на пять лет. Депутаты избирают из своего числа председателя и его заместителя. Действующий 4-й созыв (9.2018-9.2023) избран 9 сентября 2018 года:
- Петров Константин Леонидович;
- Минкевич Оксана Анатольевна;
- Рощина Жанна Николаевна;
- Баранова Юлия Ивановна;
- Шадынин Михаил Юрьевич — председатель;
- Листратенков Александр Александрович;
- Крылов Николай Викторович;
- Меншутин Михаил Станиславович;
- Дедкова Наталья Викторовна;
- Меладзе Давид Арвелодьевич — заместитель председателя.

Глава является высшим должностным лицом местного самоуправления. С 2016 года избирается депутатами Советом депутатов из числа кандидатов, представленных конкурсной комиссией по результатам конкурса. Срок полномочий 5 лет. Порядок проведения конкурса и состав конкурсной комиссии определяет Совет депутатов. Глава городского округа возглавляет администрацию города и формирует её состав. Ежегодно отчитывается перед Советом депутатов.
Руководители города
- Васильев Руслан Петрович (дата избрания населением — 2008 год, дата окончания полномочий — 09.2013 год)
- Иванов Игорь Германович (дата избрания населением — 09.2013 года, дата досрочного окончания полномочий — 11.2015 года)
- Овчаренко Фёдор Владимирович (дата избрания депутатами — 01.2016 года[60], дата окончания полномочий — 01.2021 года)[61]
- Смирнов Илья Сергеевич (дата избрания депутатами — 03.2021 года[62]

Администрация города является исполнительно-распорядительным органом местного самоуправления. Состоит из муниципальных служащих. Деятельностью администрации руководит глава города.

## Экономика
- ремонтно-механический завод
- машиностроительный завод
- плотина Вазузской гидротехнической системы
- ОАО Обогатительная фабрика (обогащение кварцевого песка)

## Транспорт

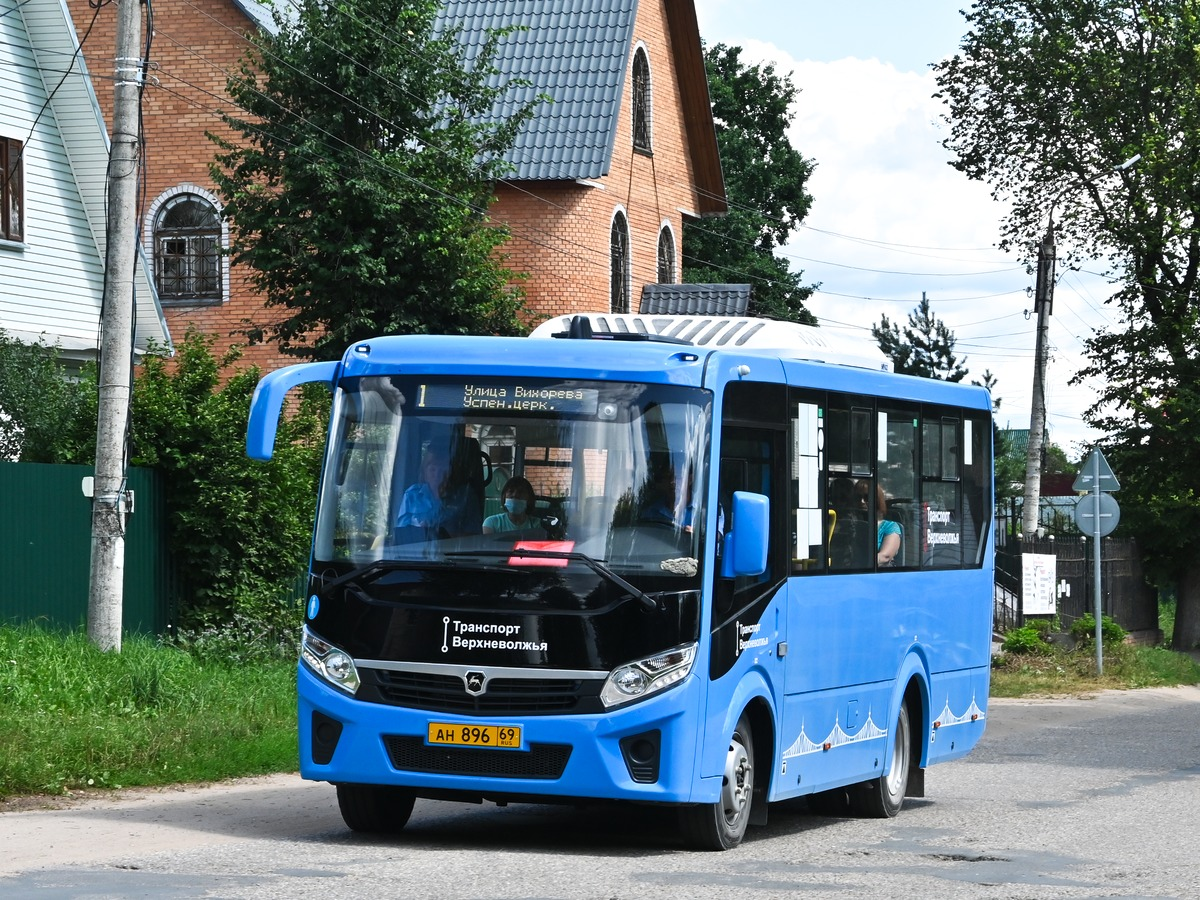
В городе работает автобус

Через город проходит федеральная автомобильная дорога М9 «Балтия», которая связывает Зубцов с городами Ржев, Нелидово, Западная Двина, Торопец, Великие Луки, Себеж на западе и Волоколамск, Красногорск, Москва на востоке. На север идёт региональная дорога Зубцов — Старица — Тверь, на юг — региональная дорога Зубцов — Сычёвка — Вязьма.
В городе находится станция «Зубцов» на линии Москва — Рига, относится к Московскому региону Октябрьской железной дороги. Через станцию проходят поезда дальнего следования Москва — Великие Луки и Москва — Великие Луки — Псков и пригородный Ржев-Балтийский — Шаховская.

## Образование
В городе 5 дошкольных образовательных учреждений, две средние общеобразовательные школы.
Среднее профессиональное образование предоставляет филиал Ржевского технологического колледжа (до 2012 года профессиональное училище № 54).

## Здравоохранение
В городе работает Зубцовская центральная районная больница.

## Достопримечательности
В городе расположены:

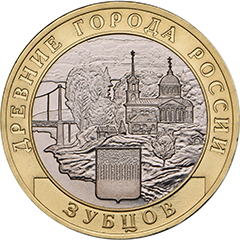
Памятная монета Банка России номиналом 10 рублей (2016)

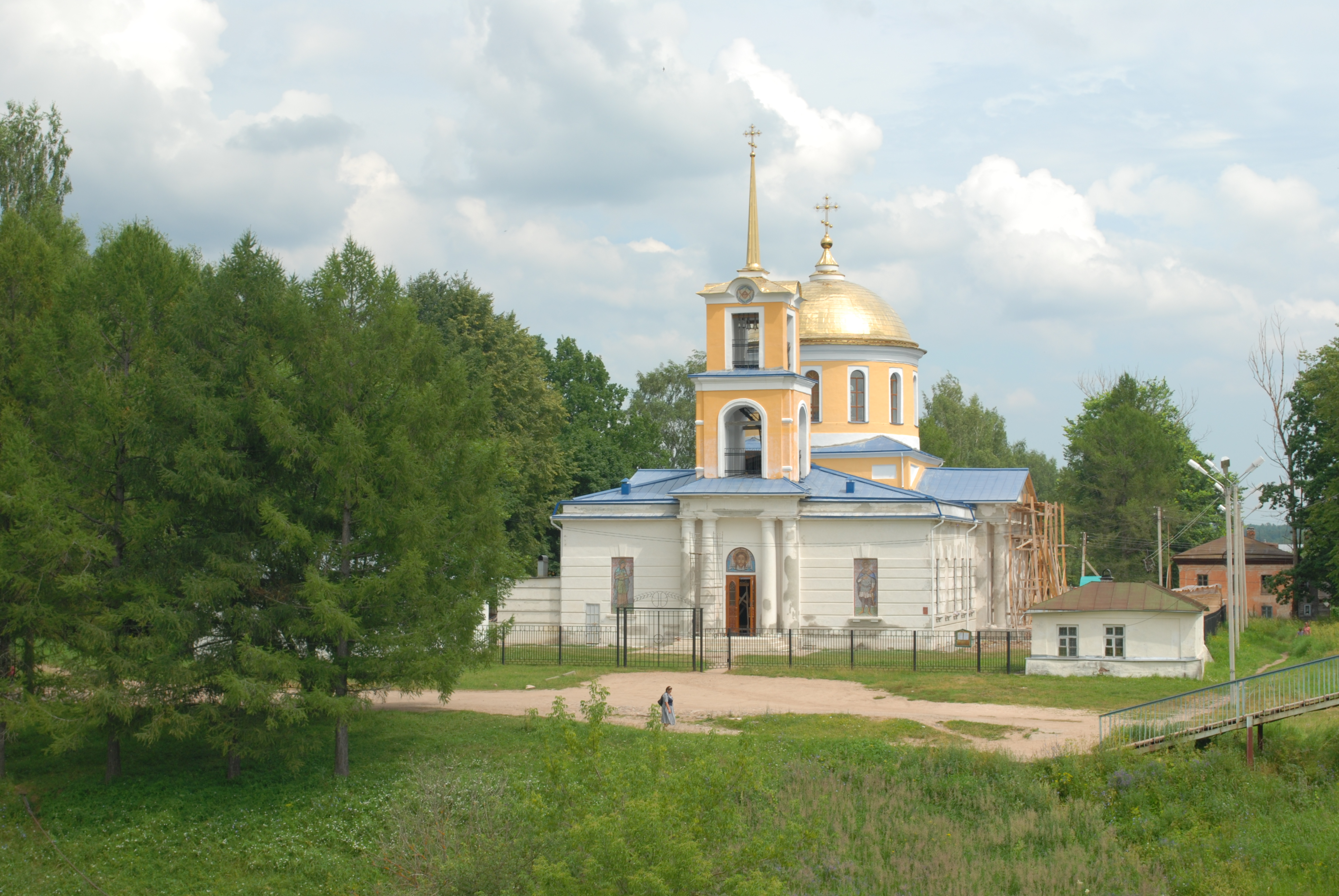
Собор Успения Пресвятой Богородицы

- Собор Успения Пресвятой Богородицы в Зубцове.
- Мемориальный комплекс в честь советских воинов — освободителей города Зубцова.
- Смотровая площадка на стрелку Вазузы и Волги рядом с Мемориалом.
- Танк Т-34 возле автодороги Москва — Рига. Установлен в 1967 году в честь 25-летия освобождения города частями 6-го танкового корпуса во взаимодействии с другими частями.
- Краеведческий музей.
- Памятник Ленину (1984).
- Часовня Николая Чудотворца. Построена в 2006 году на пожертвования граждан и добровольные взносы организаций и предприятий.

## Известные уроженцы и жители
- Некрасов, Виктор Васильевич (1931—1995) — инженер-конструктор, д.т. н.

## Фотографии

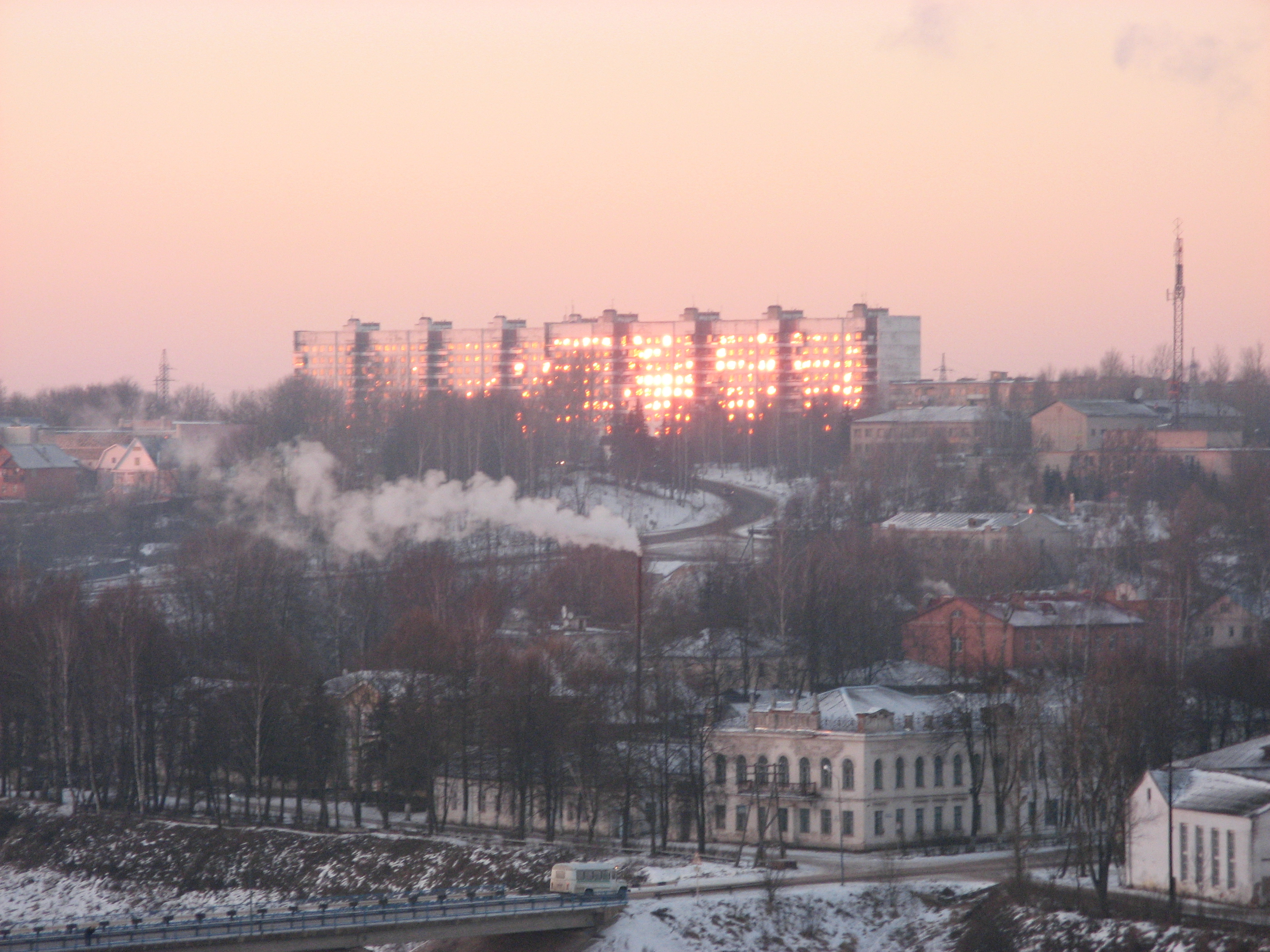
Зубцов зимой
Волжская и Вазузская стороны с мостом через Волгу. Лето 1910 года. Автор С. М. Прокудин-Горский.
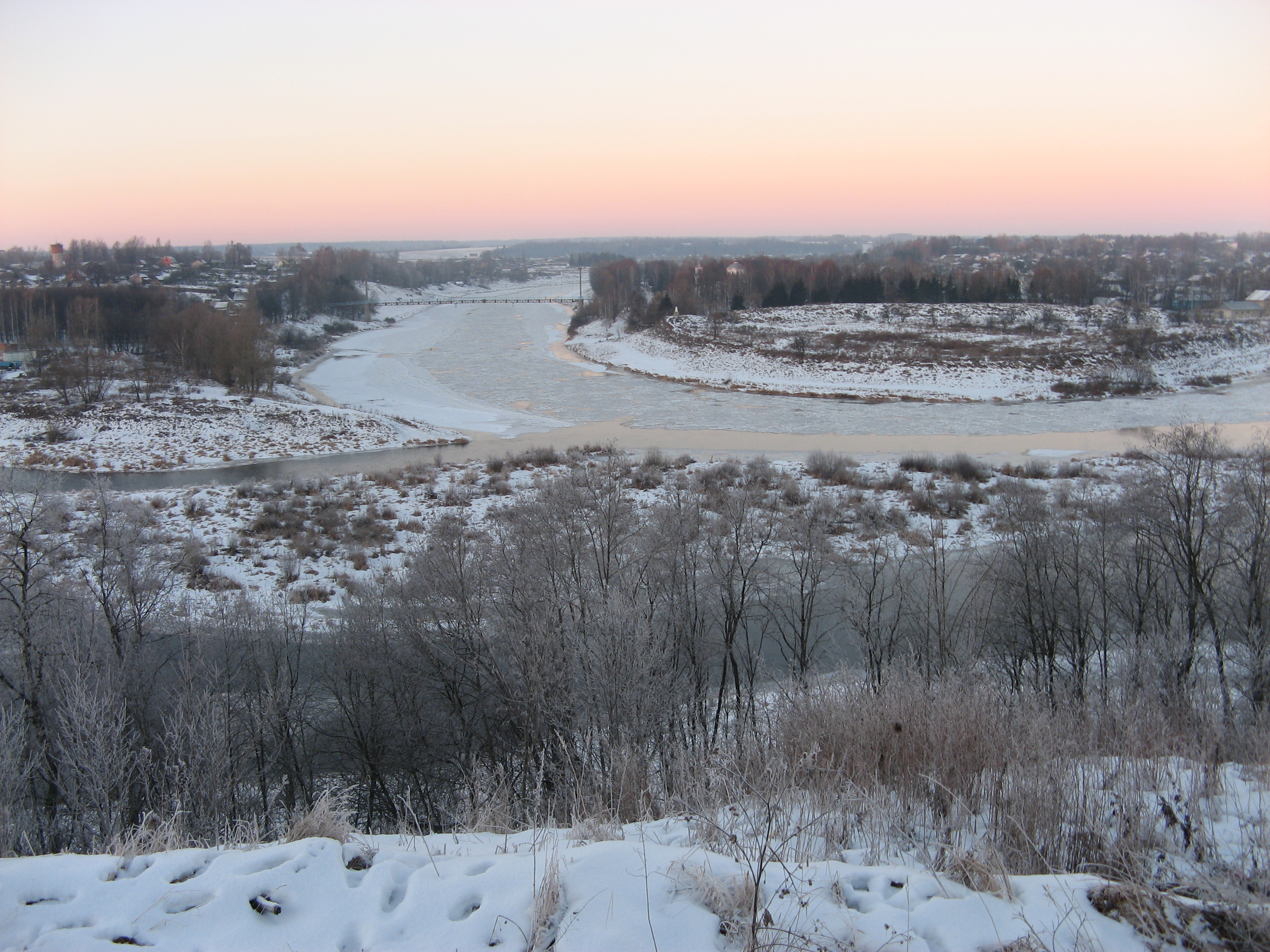
Ледостав на Волге в Зубцове. На противоположном берегу видны остатки древнего вала
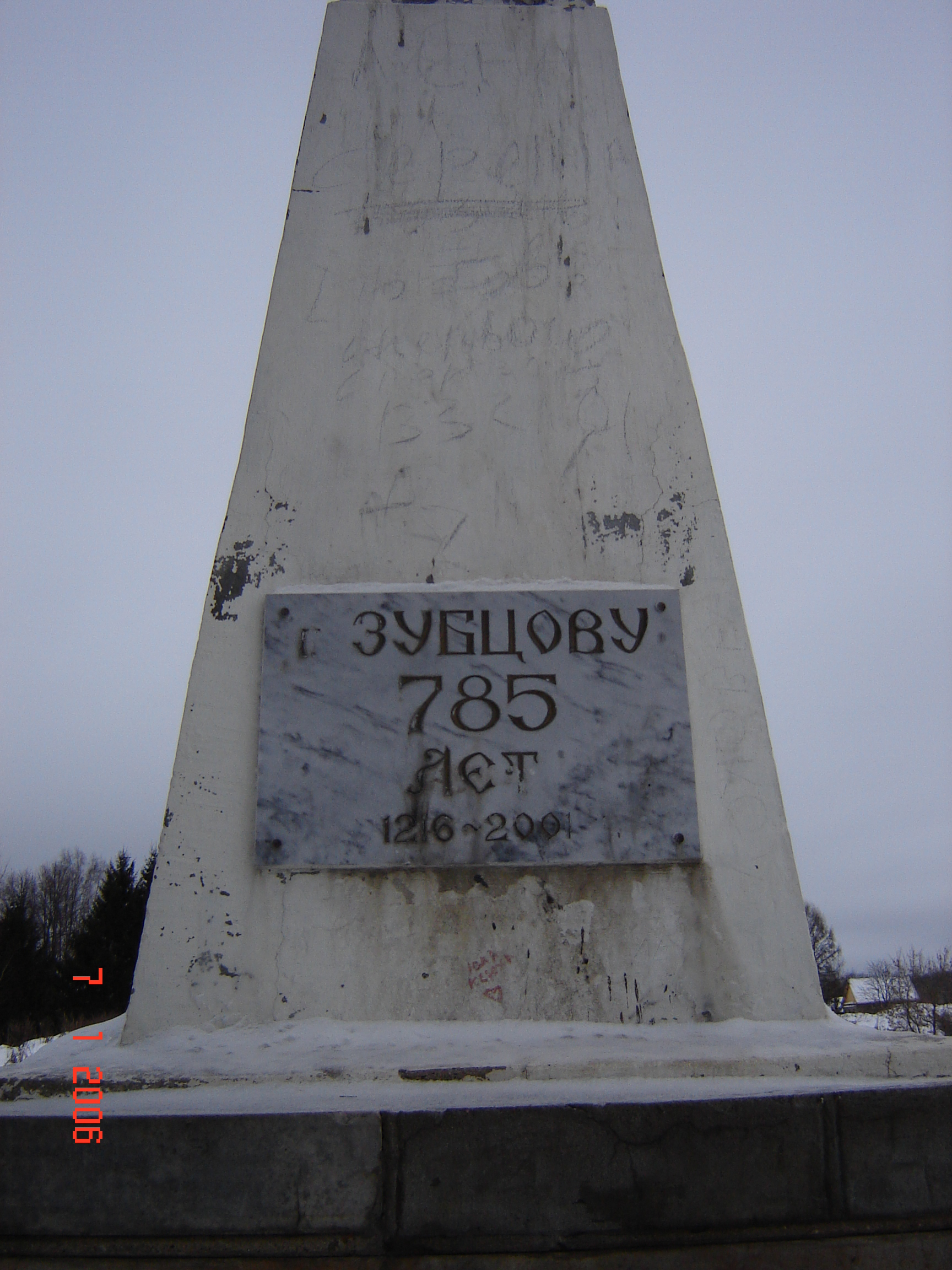
Зубцову 785 лет
Дом № 36 по улице Победы
Обелиск воинам павшим при освобождении Зубцова
Стела героям-зубчанам
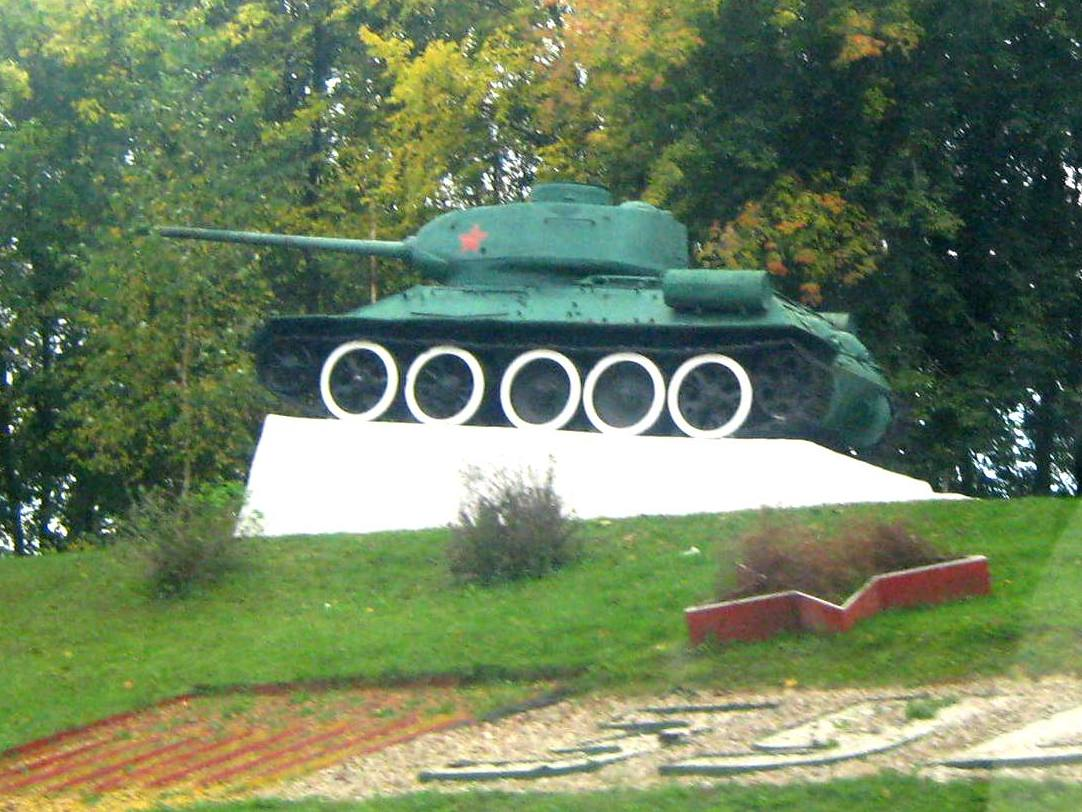
Постамент-танк Т-34
Вид на левый берег Вазузы

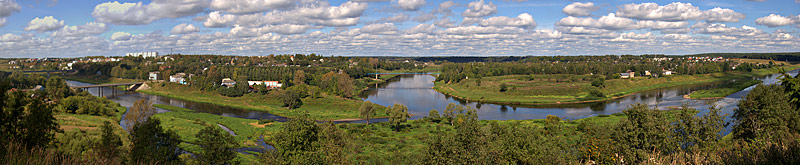
Панорама Зубцова. В центре — слияние Вазузы с Волгой.